# أبيجيل تومسون
أبيجيل تومسون (بالإنجليزية: Abigail Thompson)‏ هي رياضياتية أمريكية، ولدت في 30 يونيو 1958 في نوروولك في الولايات المتحدة. حاصلةُ على جائزة روث ليتل ساتر في الرياضيات عام 2003.